# Flowers (Lied)
Flowers (englisch für „Blumen“) ist ein Popsong der US-amerikanischen Sängerin Miley Cyrus, der im Januar 2023 als Leadsingle ihres achten Studioalbums Endless Summer Vacation erschien.
Das Stück handelt von der gescheiterten Beziehung des Lyrischen Ichs. Das Musikvideo entstand 2022 unter der Regie von Jacob Bixenman.

## Produktion und Veröffentlichung
Flowers wurde von Miley Cyrus, Gregory „Aldae“ Hein und Michael Pollack im Januar 2022 im Sunset Sound Recorders Studio in Hollywood, geschrieben.

“We started with the chorus and, if I remember correctly, the lyric, melody, and progression started to form simultaneously. It's one of those 'circle of fifths's songs where the melody informs the progression and vice versa. It practically wrote itself.”

„Wir begannen mit dem Refrain und, wenn ich mich richtig erinnere, entstanden Text, Melodie und Progression gleichzeitig. Es ist eines dieser Lieder des Quintenzirkels, in dem die Melodie den Fortschritt beeinflusst und umgekehrt. Es hat sich praktisch selbst geschrieben.“

Die erste Demo-Version des Songs war eine Ballade, bei der Cyrus sang und Pollack eine Fender Rhodes spielte. Erst im Anschluss entwickelte sich das Stück zum temporeichen Pop-Song. Die finale Version wurde von Tyler Johnson und Kid Harpoon produziert.
Am 31. Dezember 2022, als sie das NBC-Live-Special Miley's New Year's Eve Party moderierte, kündigte Cyrus an, dass Flowers am 13. Januar 2023 veröffentlicht werden würde. Das Stück ist auch im Album Endless Summer Vacation enthalten. Cyrus spielte Flowers zum ersten Mal live im Dokumentarfilm-Konzert-Special Miley Cyrus – Endless Summer Vacation (Backyard Sessions), das im März 2023 auf Disney+ veröffentlicht wurde.

## Komposition
Flowers ist ein Popsong mit Disco- und Funk-Einflüssen. Anna Gaca von Pitchfork beschrieb es als einen „twangy“ Disco-Funk-Song mit einem Streicher, der an Flamenco erinnert. Gabrielle Sanchez von Yahoo! meinte: „Eine funky Bassline leitet den Song, gepaart mit einem schwärmenden Streichquartett und sprudelnden Becken“. Mary Siroky von Consequence dachte, dass Cyrus’ „raue Vocals der Disco-Hymne einen Vorteil bieten“ und dass das Lied Gloria Gaynors I Will Survive interpoliert. Sie meinte weiter, dass Flowers so klinge, als ob „der verschwommene, friedliche kalifornische Ton von Malibu auf einen Dance-Pop-Track angewendet werden würde“. Alexis Petridis von The Guardian bemerkte die „summende E-Gitarre und die dezente Yacht-Rock-Stimmung“ und verglich sie mit Fleetwood Macs Album Rumours aus dem Jahr 1977.
Gabrielle Sanchez von Yahoo! nannte Flowers einen „feurigen Track über das zur Schau stellen der eigenen Eigenständigkeit und Unabhängigkeit, nicht mehr darauf angewiesen zu sein, dass jemand anderes glücklich ist“. Anna Gaca von Pitchfork beschrieb es als „Rachehymne“. Mary Siroky von Consequence war der Meinung, dass Cyrus „ihre Geschichte angreift und auf voll verwirklichte Weise in ihre Autonomie tritt“. Dale Maplethorpe von Gigwise empfand, dass „das Thema des Liedes Selbstliebe und Akzeptanz ist“. Jason Lipshutz von Billboard verglich den Song mit Cyrus’ 2019er Single Slide Away und fügte hinzu, dass Flowers „sich viel mehr auf Selbsterhaltung als auf Rache konzentriert und die Melancholie eines Songs wie … Slide Away für eine durchsetzungsfähigere Perspektive eintauschte“.
Nach der Veröffentlichung vermuteten mehrere Publikationen, dass Flowers ein Antwortlied sein soll, das an Cyrus’ Ex-Mann Liam Hemsworth gerichtet ist. Es wurde an Hemsworths Geburtstag veröffentlicht und die Texte sollen sich unter anderem auf ihr Haus in Malibu beziehen, das im November 2018 während eines Feuers niederbrannte. Berichten zufolge soll Hemsworth Cyrus in der Vergangenheit When I Was Your Man gewidmet haben.
Der Refrain des Songs ist eine Paraphrase von Bruno Mars’ When I Was Your Man (2012). Es läuft eine Klage wegen Urheberrechtsverletzung gegen Miley Cyrus.

## Musikvideo
Das Musikvideo zu Flowers erschien am 13. Januar 2023 auf YouTube. Es wurde von Jacob Bixenman inszeniert, mit Kinematographie von Marcell Rév. Die Eröffnung des Videos verwendet Panoramabilder von Los Angeles über der Skyline der Innenstadt. Cyrus sieht man das erste Mal im Video, wie sie über eine Brücke im Elysian Park läuft. Das Haus, in dem Cyrus singt und tanzt, ist das Farralone House, das auch in einer Vielzahl anderer Filme und Videos genutzt wurde.
Vogue beschrieb Cyrus im Vintage-Gold-Lamé-Kleid aus der Yves Saint Laurent Herbst/Winter 1991/92-Kollektion, ausgestattet mit einer quadratischen Saint-Laurent-Sonnenbrille, und stellte fest, dass „irgendwo in der metaphorischen Vintage-Hall of Fame ein Savant des zweiten Lebens eine Plakette mit Miley Cyrus’ Namen an die Wand anbringen“. Hello! berichtete, dass ihre schwarze Unterwäsche zu Trend-Online-Suchen nach „schwarzen Dessous-Sets“ führte, wobei die Suchzahlen nach der Veröffentlichung des Musikvideos um 413 % gestiegen sind.

## Rezeption

### Rezensionen
Flowers erhielt positive Kritiken von Musikkritikern, wobei viele Cyrus’ Gesang lobten. Laut Jason Lipshutz von Billboard ist die Single keine „ausgewachsene Neuerfindung“ von Cyrus, sondern „solider, summbarer Pop, der ohne Schnickschnack fesselt“. Lindsay Zoladz von der New York Times beschrieb das Lied als „breiig“ und meinte, dass „die relativ gedämpfte Chormelodie zwar nicht viel von Cyrus verlange, ihr Gesang jedoch dennoch von einer entspannten Reife und einer überzeugenden Selbstsicherheit durchdrungen ist“. Mary Siroky von Consequence schätzte das Lied und Cyrus und schrieb, dass die Sängerin „im Laufe ihrer Karriere ausgiebig mit unterschiedlichen Genres gespielt hat, was wahrscheinlich daran liegt, dass ihre Stimme in jedem einzelnen einfach gut klingt“. Sie gab dem Song außerdem den Status „Song of the Week“. Neil McCormick von The Daily Telegraph beschrieb das Lied als „anspruchsvolle Perfektion“.
Dale Maplethorpe von Gigwise war der Meinung, dass Cyrus’ „unglaublich wiedererkennbare Stimme fantastisch klingt“ und bemerkte, dass im Refrain „eine funky Bassline und Killer-Drums zu hören ist, die dem Zuhörer nicht viel andere Optionen übrig lässt, als zu tanzen“. Er hatte jedoch das Gefühl, dass das Lied „das Gefühl vermittelt, nicht so viel aufzubauen, wie es könnte“ und „an es dem großen Finish fehlt, das es zu versprechen scheint“. Anna Gaca schrieb für Pitchfork und beschrieb die Single als „generisch“ und Cyrus’ Gesang als „aufrichtig unbesorgt“.
Im Juni 2023 ernannte Billboard Flowers zum bisher besten Song des Jahres 2023. Das Rolling Stone Magazine stufte es als den viertbesten Song der ersten Hälfte des Jahres 2023 ein.

### Musikpreise
In Japan erhielt das Lied von der RIAJ eine Auszeichnung im Rahmen der Gold Disc Awards als erfolgreichste Single eines internationalen Künstlers im Musikstreaming-Segment. Bei den Grammy Awards wurde Flowers als Single des Jahres und beste Pop-Solodarbietung ausgezeichnet. Zudem war das Werk in der Kategorie Song des Jahres nominiert, gewann die Auszeichnung aber nicht. Im Zuge der BRIT Awards erhielt das Stück die Auszeichnung für das beste Lied eines internationalen Künstlers.

## Kommerzieller Erfolg

### Chartplatzierungen
Flowers stieg am 20. Januar 2023 auf Rang zwei der deutschen Singlecharts ein und erreichte in der Folgewoche die Chartspitze, wo es sich eine Woche platzieren konnte. Das Lied avancierte so zum 24. Charthit für Cyrus in Deutschland, zum zweiten Mal nach Wrecking Ball (2013) erreichte sie die Top 10 sowie erstmals die Chartspitze. Darüber hinaus belegte Flowers neun Wochen die Chartspitze der deutschen Airplaycharts. 2023 belegte das Lied Rang zwei der Single-Jahrescharts, wo es sich lediglich Komet (Apache 207 & Udo Lindenberg) geschlagen geben musste sowie die Chartspitze der Airplay-Jahrescharts.
| ChartsChartplatzierungen       | Höchstplatzierung | Wochen |
| ------------------------------ | ----------------- | ------ |
| Deutschland (GfK)              | 1 (89 Wo.)        | 89     |
| Österreich (Ö3)                | 1 (86 Wo.)        | 86     |
| Schweiz (IFPI)                 | 1 (… Wo.)         | …      |
| Vereinigte Staaten (Billboard) | 1 (63 Wo.)        | 63     |
| Vereinigtes Königreich (OCC)   | 1 (66 Wo.)        | 66     |

| ChartsJahrescharts (2023)      | Platzierung |
| ------------------------------ | ----------- |
| Deutschland (GfK)              | 2           |
| Österreich (Ö3)                | 1           |
| Schweiz (IFPI)                 | 1           |
| Vereinigte Staaten (Billboard) | 2           |
| Vereinigtes Königreich (OCC)   | 1           |

| ChartsJahrescharts (2024)      | Platzierung |
| ------------------------------ | ----------- |
| Deutschland (GfK)              | 33          |
| Österreich (Ö3)                | 36          |
| Schweiz (IFPI)                 | 21          |
| Vereinigte Staaten (Billboard) | 69          |
| Vereinigtes Königreich (OCC)   | 54          |

### Auszeichnungen für Musikverkäufe
| Land/Region                  | Auszeichnungen für Musikverkäufe (Land/Region, Auszeichnung, Verkäufe) | Verkäufe   |
| ---------------------------- | ---------------------------------------------------------------------- | ---------- |
| Australien (ARIA)            | 10× Platin                                                             | 700.000    |
| Belgien (BRMA)               | 3× Platin                                                              | 120.000    |
| Brasilien (PMB)              | 5× Diamant                                                             | 800.000    |
| Dänemark (IFPI)              | 3× Platin                                                              | 270.000    |
| Deutschland (BVMI)           | 3× Gold                                                                | 900.000    |
| Frankreich (SNEP)            | Diamant                                                                | 333.333    |
| Griechenland (IFPI)          | 3× Platin                                                              | 60.000     |
| Italien (FIMI)               | 4× Platin                                                              | 400.000    |
| Kanada (MC)                  | Diamant                                                                | 800.000    |
| Mexiko (AMPROFON)            | 2× Diamant · + 9× Gold                                                 | 2.030.000  |
| Neuseeland (RMNZ)            | 6× Platin                                                              | 180.000    |
| Österreich (IFPI)            | 5× Platin                                                              | 150.000    |
| Polen (ZPAV)                 | Diamant                                                                | 250.000    |
| Portugal (AFP)               | 6× Platin                                                              | 60.000     |
| Schweden (IFPI)              | 3× Platin                                                              | 240.000    |
| Schweiz (IFPI)               | 5× Platin                                                              | 100.000    |
| Spanien (Promusicae)         | 6× Platin                                                              | 360.000    |
| Ungarn (MAHASZ)              | 11× Platin                                                             | 44.000     |
| Vereinigte Staaten (RIAA)    | 7× Platin                                                              | 7.000.000  |
| Vereinigtes Königreich (BPI) | 4× Platin                                                              | 2.400.000  |
| Insgesamt                    | 2× Gold · 81× Platin · 10× Diamant ·                                   | 17.197.333 |

Hauptartikel: Miley Cyrus/Auszeichnungen für Musikverkäufe